# Evan Palmer-Charrette
Evan Palmer-Charrette (* 21. Mai 1994 in Thunder Bay) ist ein ehemaliger kanadischer Skilangläufer.

## Werdegang
Palmer-Charrette startete im Februar 2012 in Cantley erstmals im Nor-Am-Cup und belegte dabei den 58. Platz im Sprint. In der Saison 2015/16 erreichte er mit dem zweiten Platz in der Verfolgung in Mont Sainte-Anne und den ersten Rang im 20-km-Massenstartrennen in Prince George seine ersten Podestplatzierungen im Nor-Am-Cup und zum Saisonende den neunten Platz in der Gesamtwertung. In der folgenden Saison holte er zwei Siege und errang zudem dreimal den dritten Platz im Nor-Am-Cup und errang damit den zweiten Platz in der Gesamtwertung. Bei den U23-Weltmeisterschaften 2017 in Soldier Hollow lief er auf den 34. Platz über 15 km Freistil, auf den 33. Rang im Sprint und auf den 26. Platz im Skiathlon. Sein Debüt im Weltcup hatte er im März 2017 beim Weltcupfinale in Québec. Dabei kam er mit dem 47. Platz im Sprint, dem 65. Platz im 15-km-Massenstartrennen und dem 57. Platz in der Verfolgung, auf dem 60. Gesamtrang. In der Saison 2017/18 wurde er im Sprint in Rossland Zweiter und bei den kanadischen Meisterschaften in Thunder Bay Erster im 50-km-Massenstartrennen und Dritter im Sprint. Er errang damit den dritten Platz in der Gesamtwertung des Nor-Am-Cups. In der Saison 2018/19 belegte er in Canmore den zweiten Platz über 15 km Freistil und in Sherbrooke den dritten Rang im 30-km-Massenstartrennen und den ersten Platz im Sprint und erreichte damit den fünften Platz in der Gesamtwertung. Beim Saisonhöhepunkt, den Nordischen Skiweltmeisterschaften 2019 in Seefeld in Tirol, kam er auf den 46. Platz über 15 km klassisch, auf den 45. Rang im Skiathlon und auf den zehnten Platz zusammen mit Len Väljas im Teamsprint. Im März 2019 errang er beim Weltcupfinale in Québec den 59. Platz. In der folgenden Saison kam er mit zwei ersten Plätzen und einen dritten Platz, auf den zweiten Platz in der Gesamtwertung des Nor-Am-Cups. Im Februar 2020 nahm er bei der Ski Tour letztmals am Weltcup teil und errang den 43. Platz. Dabei erreichte er in Meråker mit dem 37. Platz im 34-km-Massenstartrennen seine beste Platzierung im Weltcup.

## Siege bei Continental-Cup-Rennen
| Nr. | Datum             | Ort              | Disziplin              | Serie      |
| --- | ----------------- | ---------------- | ---------------------- | ---------- |
| 1.  | 21. Februar 2016  | Prince George    | 20 km klassisch Mst.   | Nor-Am-Cup |
| 2.  | 16. Dezember 2016 | Rossland         | 15 km Freistil         | Nor-Am-Cup |
| 3.  | 18. Dezember 2016 | Rossland         | Gesamtwertung Miitour  | Nor-Am-Cup |
| 4.  | 17. März 2018     | Thunder Bay      | 50 km klassisch Mst. 1 | Nor Am Cup |
| 5.  | 18. Januar 2019   | Sherbrooke       | Sprint Freistil        | Nor Am Cup |
| 6.  | 15. Dezember 2019 | Gatineau         | 10 km klassisch        | Nor-Am-Cup |
| 7.  | 2. Februar 2020   | Mont Sainte-Anne | 30 km Freistil Mst.    | Nor-Am-Cup |